# 아궁산
아궁산(인도네시아어: Gunung Agung)은 인도네시아의 발리섬에 있는 활화산으로, 성층 화산이다. 아피라고도 하며, 높이는 3,142m이다. 1808년 이후에 수차례에 걸쳐 분화를 했으며, 특히 1963년의 대분화는 2,000여명의 사망자를 내었다. 그래서 지금도 아주 위험한 화산이다. 발리 사람들에게 우주의 중심인 수미산으로 신성하게 여겨지는 산이기도 하다. 한 전설에 의하면 이 산은 최초의 힌두교인들에 의해 가져온 수미산의 파편이라고 한다. 발리에서 가장 중요한 사원인 브사끼 사원이 아궁산 경사진 높은 곳에 위치해 있다.

## 아궁화산

### 1963년 대분화
1963년 2월 18일 주변 거주민들은 강한 폭발음과 함께 아궁 산의 화구에서 분연이 치솟는 것을 보았다. 2월 24일에는 용암류가 발생하여 산의 북쪽 사면을 따라 흐르며 20일동안 총 7km를 이동하였다. 3월 17일 화산이 대규모로 폭발하여 화산재가 8~10km 높이로 치솟고 대량의 화쇄류가 발생하였다. 이로 인해 1,100-1,500여명의 사망자가 나왔으며, 폭우로 인한 화산이류는 200여명의 사망자를 추가로 발생시켰다. 5월 16일에 두번째로 분화가 발생하여 화쇄류는 다시 200여명의 목숨을 앗아갔다. 그 후 소규모 분화와 화쇄류가 거의 일년간 이어졌다. 화산 폭발 지수 5에 달하는 대분화로, 인도네시아 화산 분화 역사상 가장 파괴적인 분화 중 하나였다.

### 2017년 화산활동

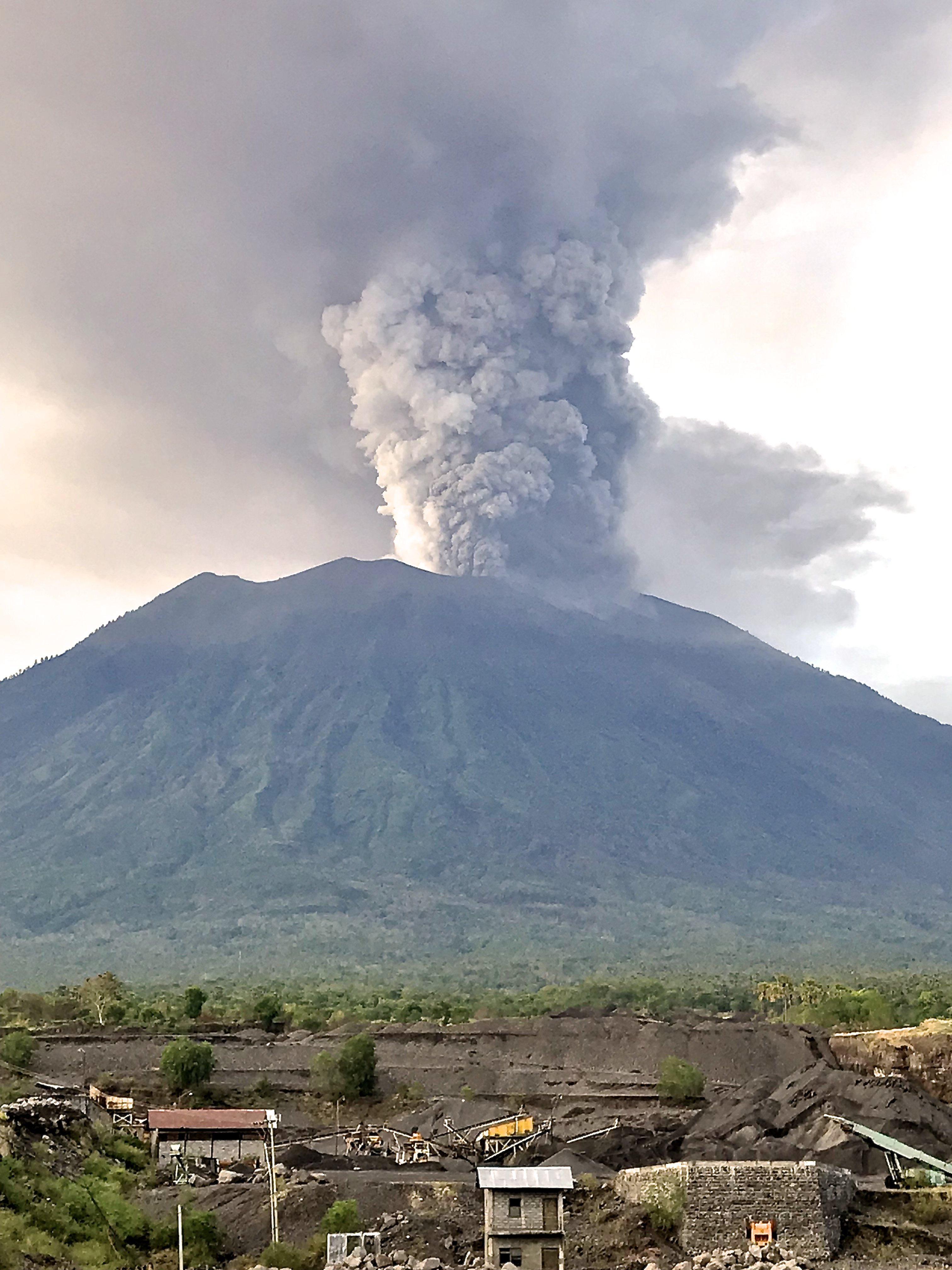
2017년 11월 27일

2017년 9월부터 화산성 지진의 증가 등 분화의 조짐이 보이기 시작했다. 이에 인도네시아 재난당국은 분화 경보를 상향하고 주위에 거주하고 있는 12만여명의 인구를 대피시켰다.
- 9월 24일에는 화산 주위 12km에 대피령을 내렸다.
- 9월 25일에는 지진횟수가 844회에 달했으며, 다음날인 26일에는 300~400회에 달했다. 정상 화구에서는 가스와 수증기의 분출이 있기도 하였다. 다음달인 10월에는 분화 조짐이 줄어든다고 판단해 10월 29일에는 분화 경보를 낮추었다.
- 11월 21일 현지시각 9시 5분 경 수증기 폭발 및 화산재 분출을 일으키며 소규모로 분화하였다.
- 11월 26일, 오전 6시 20분, 화산재가 해발 7900m 높이까지 치솟았다. 발리섬에서 서북쪽으로 2200km 떨어진 수마트라섬의 시나붕 화산도 이날 붉은 용암과 화산재를 쏟아내면서 위기감이 고조되고 있다. 인도네시아 국가재난방지청(BNPB)은 “이날 아침에만 세차례 분화가 있었다. 첫번째와 두번째는 각각 3000m와 2000m까지 연기기둥이 솟았다”고 밝혔다. 분화구에서 10km 남짓 떨어진 일부 리조트에서 화산재가 내리는 모습이 관측됐다.[4]
- 11월 27일, 화산 분화 직전이라는 판단 하 인도네시아 국가재난방지청(BNPB)은 화산 분화 경보 단계를 제일 높은 '위험' 단계로 올리고 대피 구역을 10km로 확대하였다. 또한 화산재의 위험으로 응우라라이 국제공항을 일시적으로 폐쇄하였다.[5]

2017년 11월 30일, 대한민국 정부는 국민의 귀국을 지원하기 위해, 대한항공과 아시아나 특별기와 전세기를 띄웠다. 오전 11시 46분에 대한항공 특별기가 발리공항에 도착하여 승객을 싣고 인천공항으로 복귀했으며, 아시아나 전세기는 오후 8시 40분에 수라바야 공항에 도착하여, 266명을 수송하여 12월 1일 오전 7시 30분에 한국에 복귀했다. 그러나 일부가 항공료를 내지 않아 논란이 되기도 했다.

### 2019년
2019년 5월 12일, 인도네시아 국가재난방지청(BNPB)에 따르면 오후 10시 29분 (인도네시아 시간 기준) 아궁화산이 폭발했다. 화산재가 주변을 덮었고, 용암이 흘러내려 산불이 일어났다. 사전에 분화구 반경 4km 구역 출입이 통제되어 인명피해는 보고되지 않았다.

## 등반
아궁산의 등산로는 산의 남동, 남쪽, 서쪽에 있다. 브사끼 사원을 기점으로 서쪽 등산로를 타는 것이 일반적이다. 또한 등반 시에 사원의 물을 퍼 올리는 것은 금지되어 있다.
산 정상에는 분화구가 있으며, 분화구 가장자리에 등산로는 없다. 정상에서는 동쪽으로 롬복의 린자니산을 바라 볼 수 있지만, 구름으로 덮여 있는 경우가 많다. 공기가 맑아지는 새벽의 전망이 좋다.

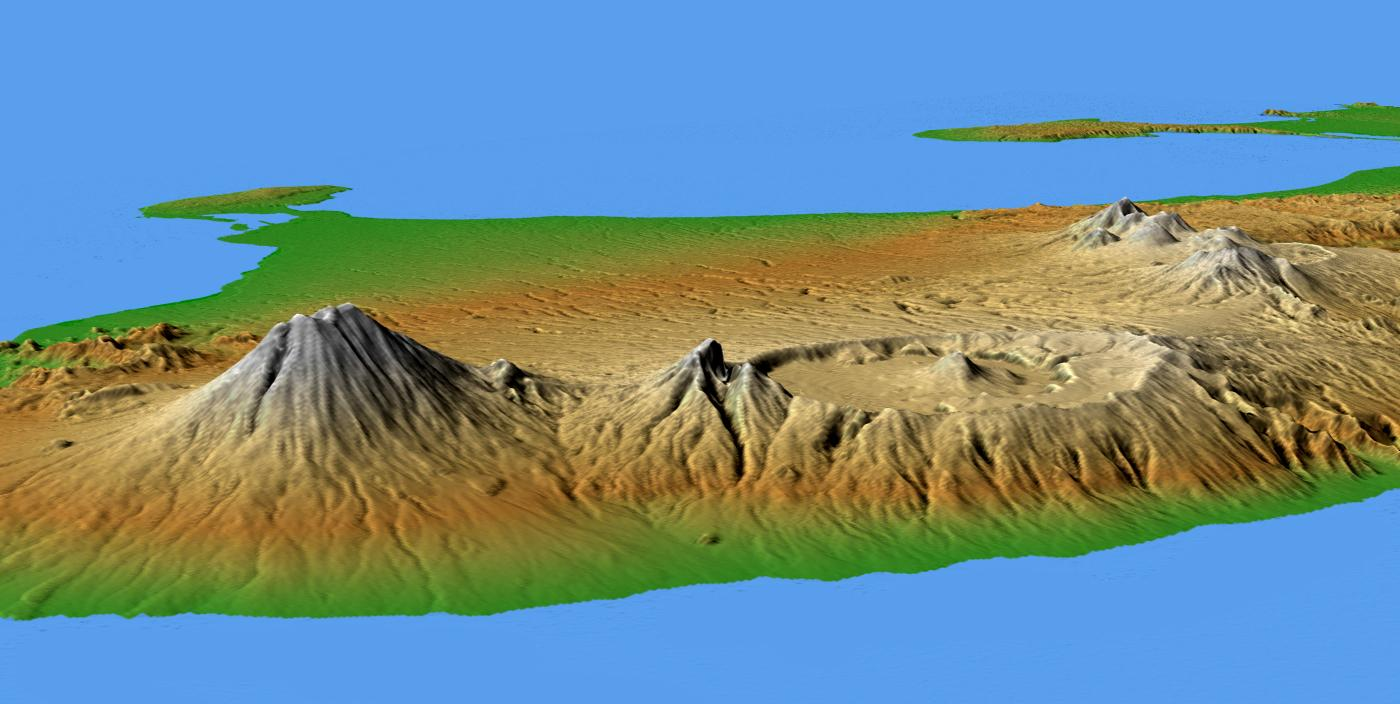
발리 북동부의 지형, 왼쪽이 아궁산이고, 칼데라는 바투르 화산이다
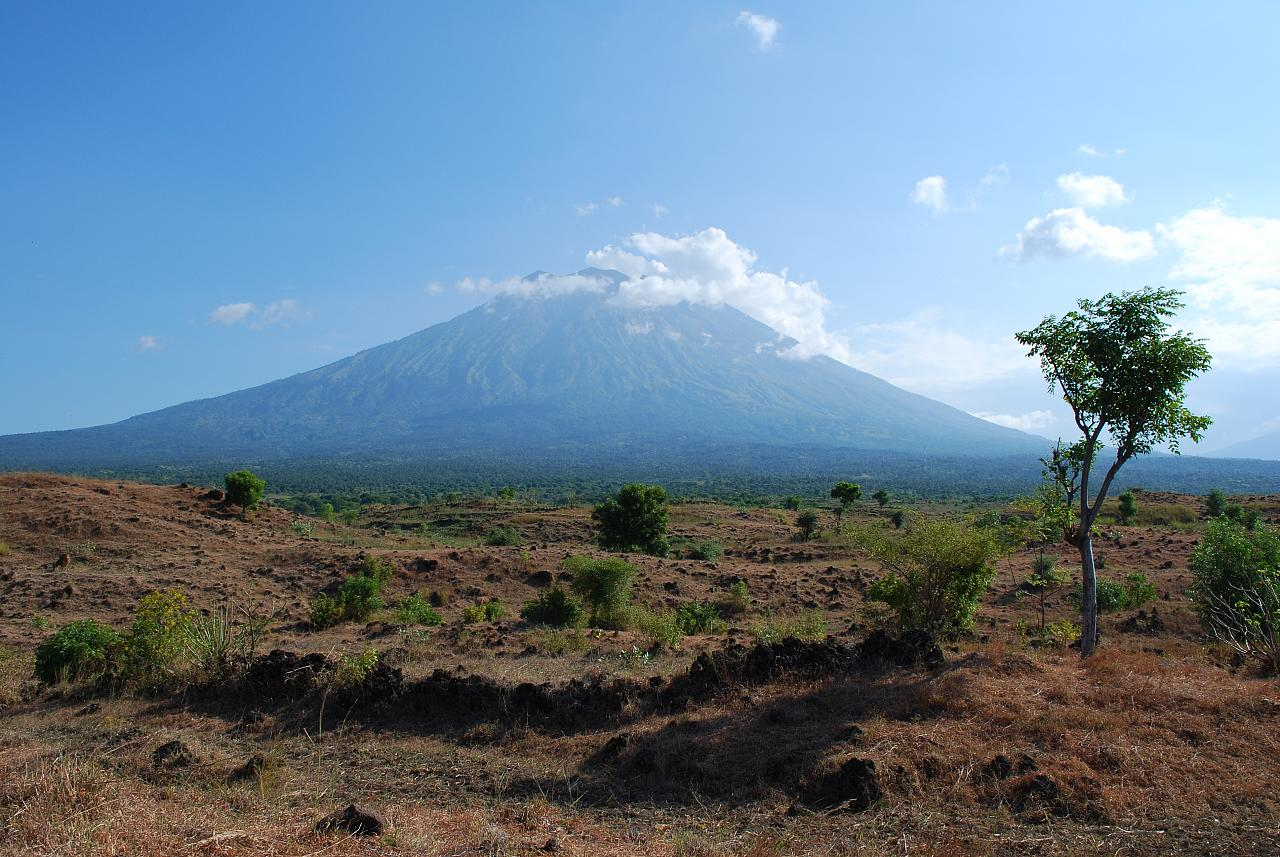
북동 루트
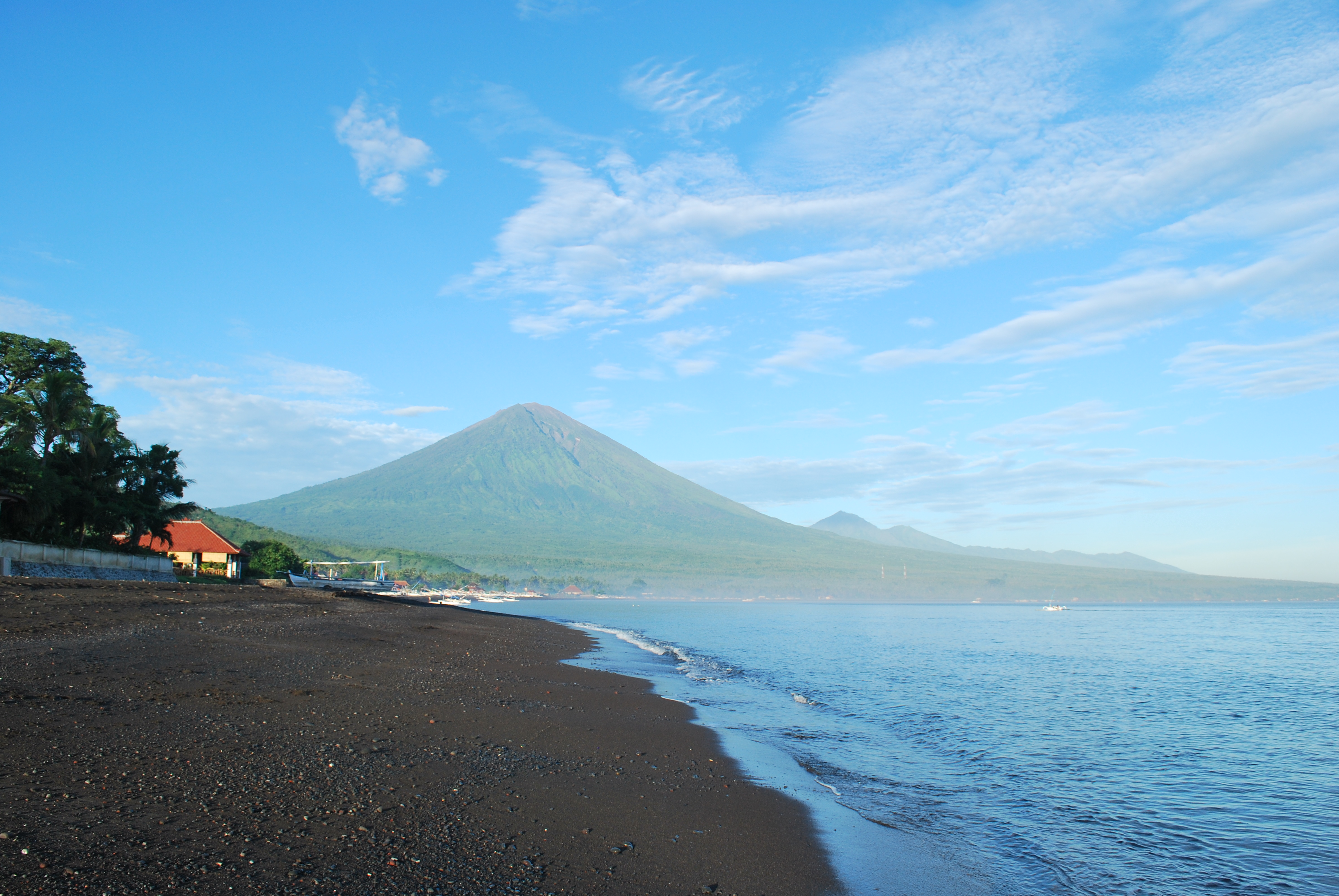
동쪽 루트
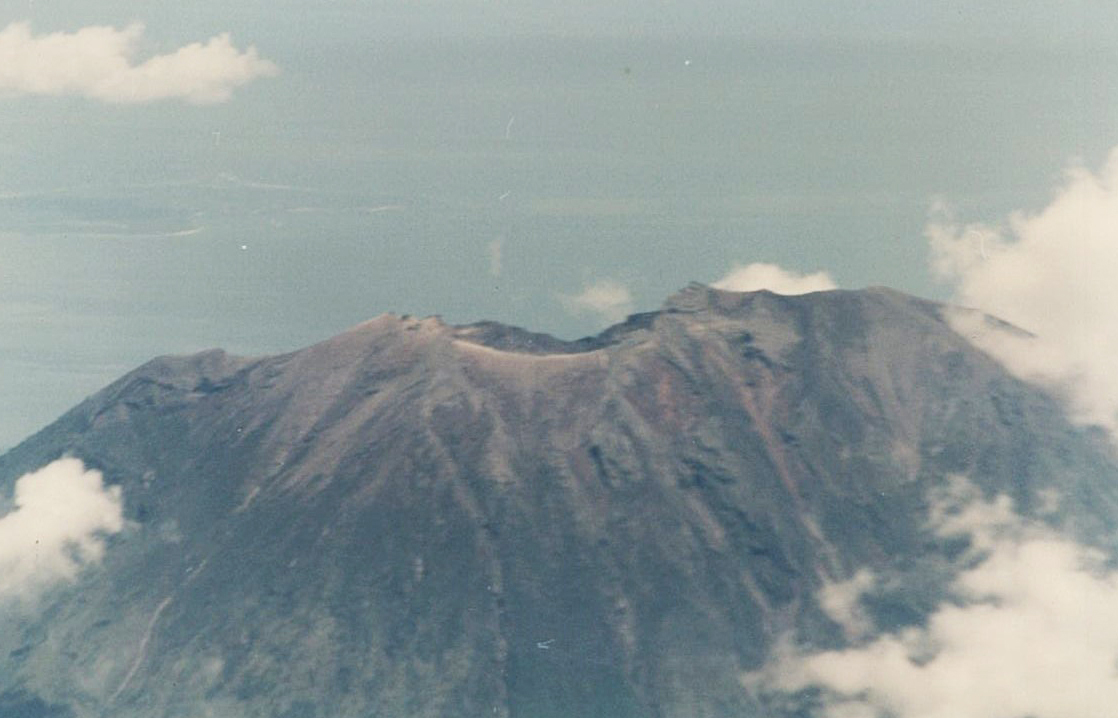
산 정상부
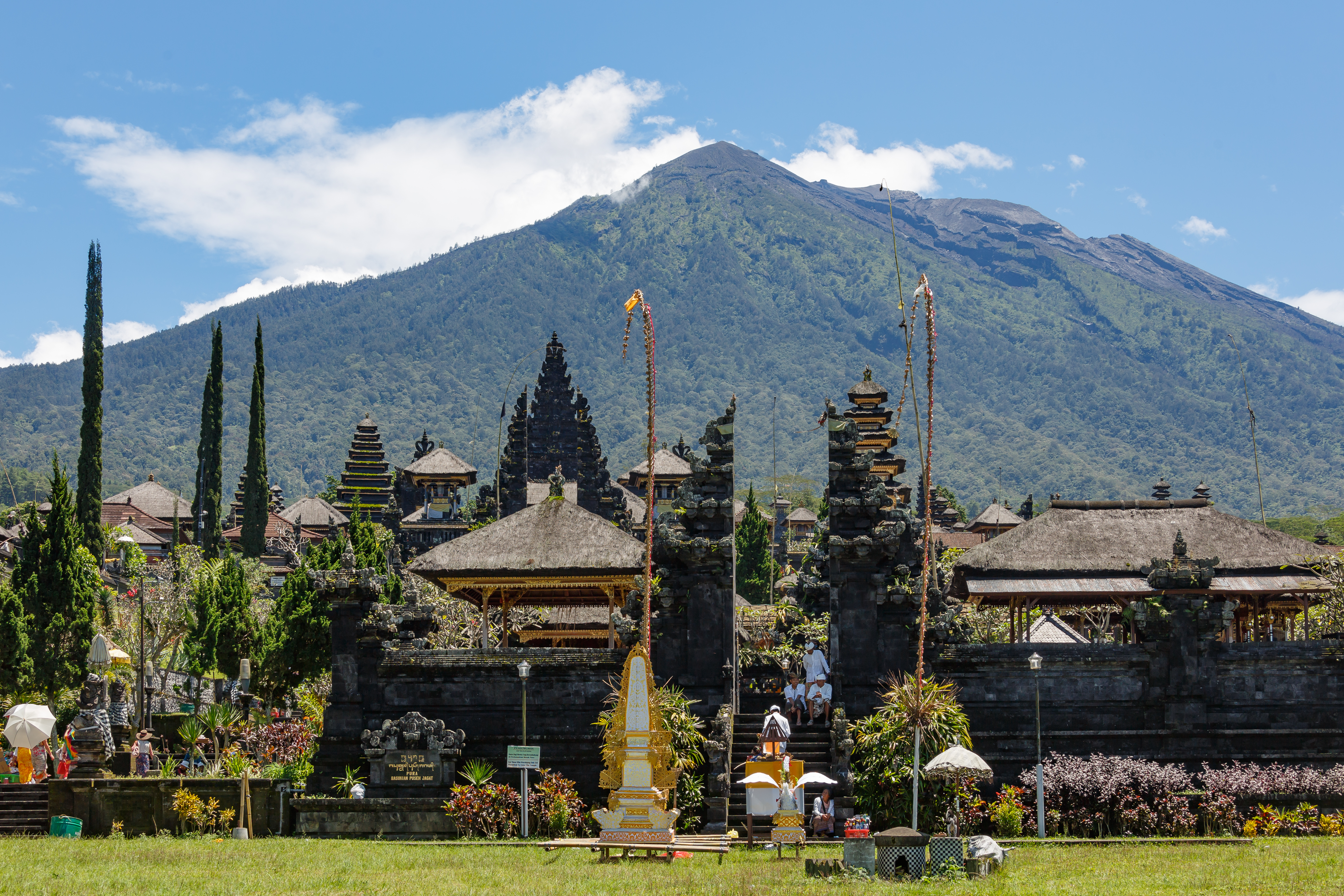
브사끼 사원과 남쪽에서 본 아궁산
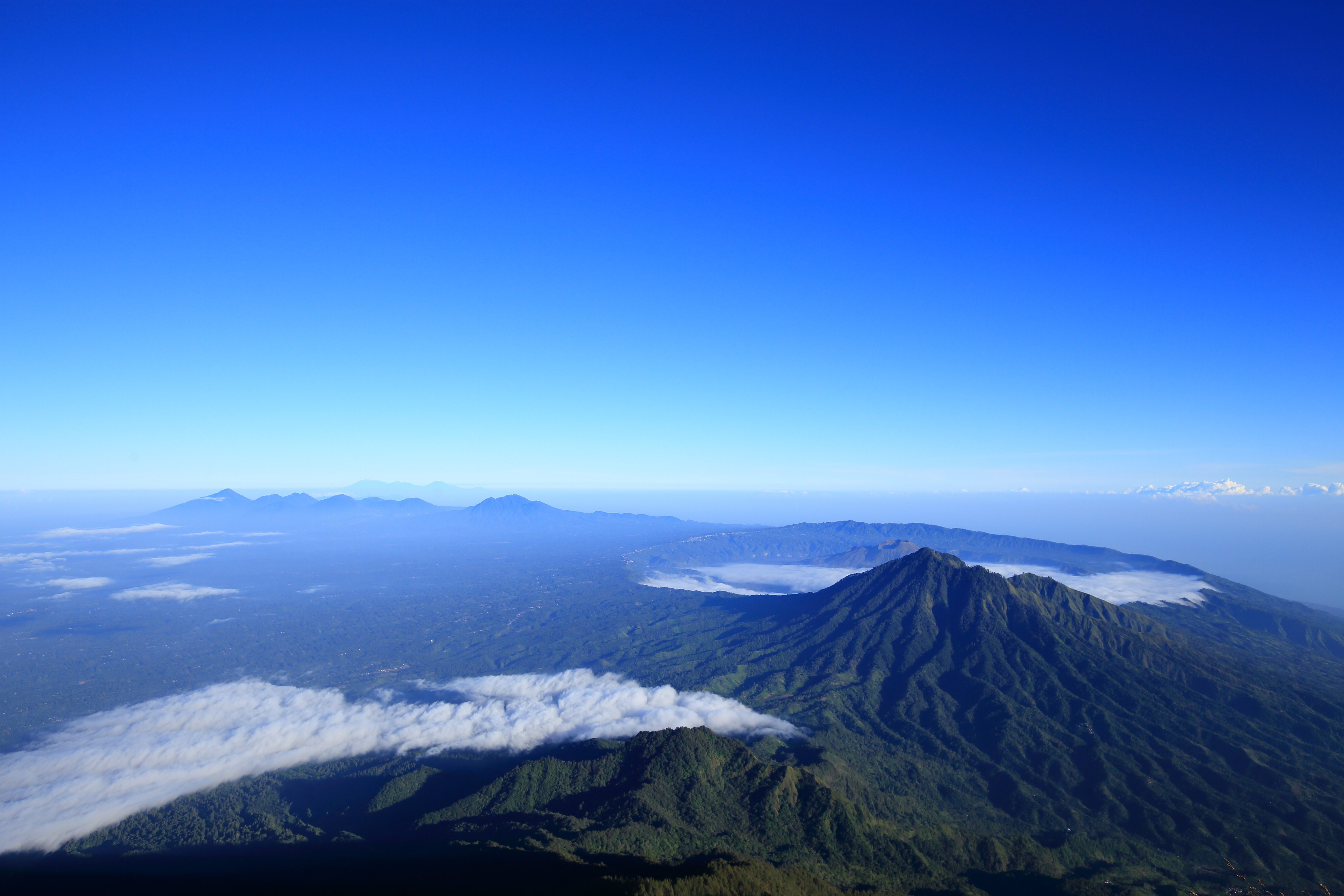
아궁산에서 본 서쪽 전망
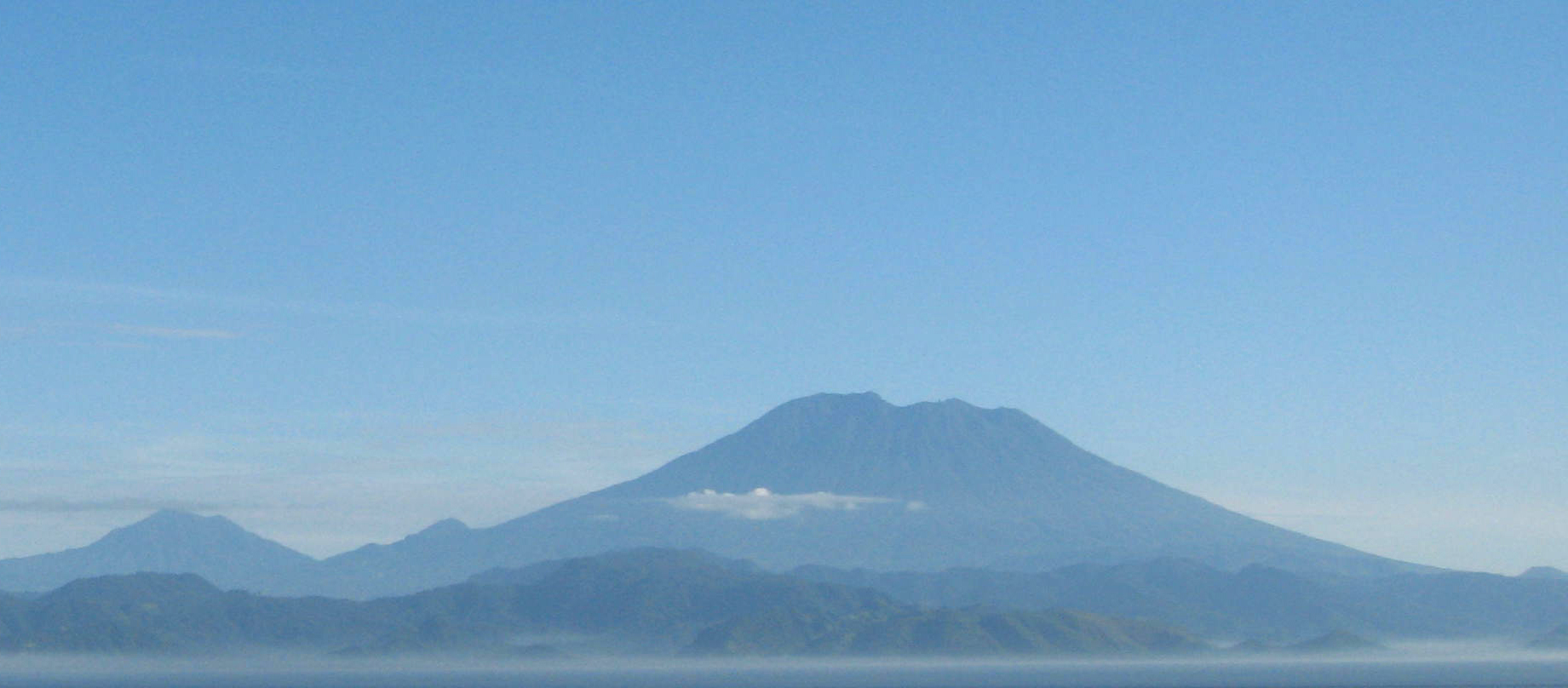
남동 루트

## 참고 문헌
- Pringle, Robert (2004). Bali: Indonesia's Hindu Realm; A short history of. Short History of Asia Series. Allen & Unwin. ISBN 1-86508-863-3